# Nagdlunguaq-48
Nagdlunguaq-48 je grenlandsko športsko društvo iz grada Ilulissata.
Športsko društvo ima nogometni i rukometni odjeljak.

## Uspjesi

### Nogomet
- Prvaci :
  - 1977., 1978., 1980., 1982., 1983., 1984., 2000., 2001.
  - doprvaci :  1981., 2005.
  - treći : 2002.

- Prvakinje
  - prvakinje: 1991., 1993.

### Rukomet
- Prvaci :
  - 2005.